# لويغي غراسي
لويغي غراسي (بالإيطالية: Luigi Grassi)‏ (21 أكتوبر 1983 في إيطاليا - ) هو لاعب كرة قدم إيطالي في مركز الهجوم. لعب مع نادي أسكولي ونادي ساليرنيتانا ونادي لوكيزي وسيتا دي بونتيديرا وUS Borgo a Buggiano 1920 ‏ وUS Castelnuovo Garfagnana SCSD ‏ وASD Victor San Marino ‏.

## وصلات خارجية
- لويغي غراسي على موقع قاعدة بيانات كرة القدم.إي يو (الإنجليزية)